# Зенит (станция метро)
«Зени́т» (до 14 августа 2020 года – «Новокресто́вская») — станция Петербургского метрополитена. Расположена на Невско-Василеостровской линии, между станциями «Приморская» и «Беговая» и находится на западном берегу Крестовского острова, рядом с футбольным стадионом, одна из двух станций острова. Станция была открыта 26 мая 2018 года под названием «Новокресто́вская» и стала первой станцией метро в Санкт-Петербурге, которая располагается непосредственно на берегу Невской губы, а также первая в России, построенная на искусственно созданной территории . Первоначальное название станции было связано с деревней Новокрестовская, располагавшейся ранее в западной части острова. 14 августа 2020 года станция получила своё текущее название на основании рекомендательного решения Топонимической комиссии Санкт-Петербурга, которое было вынесено 10 июля 2020 года через несколько дней после завоевания местным футбольным клубом «Зенит» титула чемпиона России в год 95-летия клуба. Стала первой станцией в истории Петербургского метрополитена, переименованной в XXI веке. Повторное открытие станции состоялось 10 июня 2021 года.
C 1 октября 2021 года по 1 января 2022 года станция работала только по выходным и праздничным дням (вестибюль № 2), а также в дни проведения спортивных и культурно-массовых мероприятий на стадионе «Газпром Арена» (оба вестибюля).
С 1 января по 28 февраля 2022 года станция работала исключительно в дни проведения спортивных и культурно-массовых мероприятий на стадионе «Газпром Арена» (вестибюль № 2); вестибюль № 1 закрыт до особого распоряжения.
С 28 февраля 2022 года станция вновь начала работать во все дни недели (вестибюль № 2). Вестибюль № 1 по-прежнему открывается только в дни проведения спортивных и культурно-массовых мероприятий на стадионе «Газпром Арена».

## Подземные сооружения
«Зенит» — колонная многопролётная станция мелкого заложения. Имеет подземный вестибюль. На станции установлены траволаторы, эскалаторы и два лифта для маломобильных групп населения. Платформы отделены от путей платформенными раздвижными дверьми. Выход пассажиров осуществляется на правую сторону, как и на остальных станциях метрополитена с береговыми платформами.
Облицовка стен и круглых колонн — панели из металлокерамики и нержавеющей стали. Фризовые участки стен станции — композиции из прямоугольных металлокерамических кассет.
Они выкрашены в сине-бело-голубые тона, а краски нанесены на каждую плитку необычным методом, изображающим пенящиеся волны Финского залива, на берегу которого расположена станция.
Подшивные потолки станции выполнены из алюминиевых и стальных панелей белого и серебристого цвета типа Hunter Douglas. Балки над кассовыми залами вестибюлей облицованы с применением материалов с зеркальными поверхностями.
Полы станции — полированный гранит серых и коричневых тонов. По краям платформ проложены полосы из бучардированого гранита. Возле эскалаторов на каждой платформе расположены скамьи для пассажиров.
Некоторые проходы между колоннами, расположенными ближе к стенам, невозможны из-за того, что там располагаются несколько картин, на которых изображены разные участки побережья Финского залива в разные времена года и в разную погоду.
Свет, исходящий от ламп, падает на зал через специально выпиленные для этого в потолке длинные «молнии».
После переименования станции было заявлено, что станция получит новое оформление — в корпоративных цветах футбольного клуба «Зенит».
Станции «Зенит» и «Беговая» соединены между собой непосредственно двухпутным тоннелем, диаметром 10,3 метра. В сторону «Приморской» бо́льшая часть перегона также двухпутный тоннель, который разделяется на два классических однопутных.
Около северного входа на станцию размещается пластиковый футбольный мяч, установленный в память о чемпионате мира по футболу 2018 года.
Южный выход работает только в периоды проведения футбольных матчей на близлежащем стадионе «Газпром Арена».
Со 2 апреля 2020 года по 10 июня 2021 года станция была закрыта, сначала из-за вспышки коронавирусной инфекции COVID-19, а с июля 2020 года закрытие плавно перетекло в ремонт. В ходе ремонта изменилось оформление подземных залов станции — с июня 2021 года она оформлена в стиле футбольного клуба «Зенит».

## Переименование
В марте 2019 года гендиректор футбольного клуба «Зенит» Александр Медведев выступил с идеей переименовать «Новокрестовскую» в «Зенит».
В ноябре 2019 года Смольный провёл опрос о переименовании станции в «Зенит».
В декабре 2019 года на заседании Топонимической комиссии большинством голосов было принято решение отклонить предложение о переименовании станции в «Зенит», председатель комитета по культуре Константин Сухенко отложил вопрос, чтобы более тщательно изучить мнение горожан и повторно вынести вопрос на заседание.
10 июля 2020 года Топонимической комиссией Санкт-Петербурга принято решение переименовать станцию «Новокрестовская» в «Зенит». Генеральный директор футбольного клуба «Зенит» пообещал, что клуб возьмёт на себя всю «весомую часть» затрат, связанных с переименованием станции. По итогам заседания комитет по культуре Правительства Санкт-Петербурга подготовил проект постановления о переименовании станции в «Зенит», но юридический комитет администрации губернатора Санкт-Петербурга отказался его визировать. 14 августа 2020 года Росреестр согласился внести изменение в технический паспорт объекта недвижимости на основании рекомендательного решения Топонимической комиссии.

## Проектирование
В январе — марте 2013 года в средствах массовой информации Санкт-Петербурга появились сообщения, что на совещаниях под руководством губернатора города Георгия Полтавченко в связи с подготовкой к чемпионату мира по футболу в 2018 году было принято решение о приоритетности строительства продолжения Невско-Василеостровской линии.
20 июня 2013 года Правительство Российской Федерации приняло постановление № 518 «О Программе подготовки к проведению в 2018 году в Российской Федерации чемпионата мира по футболу», согласно которому станцию утвердили к постройке к началу чемпионата мира по футболу 2018 года, на что  были выделены средства из федерального бюджета.
В ноябре 2014 года комитет по государственному заказу Петербурга объявил конкурс на первый этап строительства продолжения третьей линии метро от «Приморской» до «Беговой» с промежуточной станцией «Новокрестовская». Победителем конкурса стала компания «Метрострой».

## Строительство
В 2014 году началась отсыпка грунта на территории Крестовской отмели Невской губы для последующего строительства на этой земле станции метро и комплекса эстакад Западного скоростного диаметра. В январе 2015 года были начаты работы непосредственно на строительной площадке станции.
К февралю 2017 года было пройдено 3200 метров тоннеля, щит начал движение от будущей «Новокрестовской» к «Приморской». 25 августа 2017 года щит «Надежда» завершил проходку двухпутного участка третьей линии от будущей станции «Беговая» до «Приморской». С 3 апреля 2018 станция подключена к постоянной системе энергоснабжения.
23 апреля 2018 года по перегону Приморская — Новокрестовская — Беговая проехал первый пробный поезд. 27 апреля 2018 года в изначальный плановый день открытия станции сроки открытия и сдачи в эксплуатацию были перенесены на 13 мая 2018 года. Ожидалось (в частности, со слов вице-губернатора Санкт-Петербурга Игоря Албина), что станция примет пассажиров в тестовом режиме уже 29 апреля, к матчу Зенит — ЦСКА, однако в назначенный день станции оказались не готовы.
13 мая 2018 года в 10:07 со станции «Приморская» на «Новокрестовскую» отправился первый поезд с пассажирами (при этом станция метро «Беговая», где производился оборот поездов, для пассажиров была закрыта). В 19:00 тестовый режим работы станции был завершён. Дата тестирования новой станции метро была выбрана не случайно: в этот день на открытом годом ранее стадионе «Санкт-Петербург» прошёл матч заключительного 30 тура чемпионата России по футболу 2017/2018 «Зенит» — «СКА-Хабаровск», в ходе которого проверялась готовность к проведению матчей чемпионата мира по футболу.
16 мая 2018 года премьер-министр Дмитрий Медведев осмотрел станцию.
Накануне празднования Дня города — 26 мая «Новокрестовская» была открыта. Для пассажиров станция открылась в 21:00 того же дня.

## Проблемы пассажиропотока
Станция «Новокрестовская» являлась важной частью инфраструктуры, необходимой для проведения матчей чемпионата мира по футболу 2018 года в Санкт-Петербурге, её пропускная способность составила 30—35 тысяч пассажиров в час. Жилых кварталов вокруг станции нет. Маршруты наземного общественного транспорта в районе станции не проходят. Станция «Крестовский остров» расположена в 2,5 км восточнее, т. е. не в пределах шаговой доступности.
В день тестирования 13 мая 2018 года (10:00 — 19:00) станцией воспользовались более 17,5 тыс. пассажиров.

## Перспективы
После 2030 года планируется продление Лахтинско-Правобережной линии от «Горного института» до «Новокрестовской» (с промежуточными станциями «Гавань» и «Морской фасад») с устройством пересадки на станцию «Зенит». Таким образом, Лахтинско-Правобережная и Невско-Василеостровская линии Петербургского метрополитена станут первыми, имеющими более одного совместного пересадочного узла (существующий узел — «Площадь Александра Невского» — действует с 1985 года).

## Проблемы и противоречия в классификации типа станции
«Зенит» и «Беговая» не относятся к станциям закрытого типа, поскольку стеклянная стена, в проёмах которой находятся автоматические станционные двери, не является их конструктивным элементом — главным критерием, определяющим данную категорию, и, кроме того, установлены для безопасности, в то время как станции закрытого типа строились для экономии, поскольку в их период действовало Постановление № 1871 ЦК КПСС и Совета министров СССР «Об устранении архитектурных излишеств в проектировании и строительстве» от 4 ноября 1955 года; также, за счёт строительства на мелком заложении, ей не соответствует  применённый метод строительства — «стена в грунте» (англ. Top-down). Несмотря на это, их относит к станциям закрытого типа институт «Ленметрогипротранс», занимающийся проектированием метрополитенов, чьим проектом, в частности, являются станции «Богатырская» и «Каменка», строящиеся на той же линии, где находятся «Зенит» и «Беговая». В Правилах технической эксплуатации (ПТЭ) метрополитенов Российской Федерации станцией закрытого типа называется станция, пассажирский зал которой отделён от путевых (перегонных) тоннелей стенами с автоматическими дверями без уточнения, что они являются (должны быть) несущими. «Зенит» не упоминается как станция закрытого типа на сайте тематического поезда «Эпохи метро».

## Галерея
- Общий вид наземных сооружений с Яхтенного моста
- Северный вестибюль
- Южный вестибюль
- Павильоны с пассажирским лифтом на подземную станцию
- Световой фонарь
- Зал с турникетами

### Комментарии
1. ↑  Помимо «Комсомольской» («Девяткина»), «Площади Мира» («Сенной площади») и «Красногвардейской» («Новочеркасской») в 1992 году

1. ↑  C 28 февраля 2022 года вестибюль №1 станции работает только в дни проведения спортивных и культурно-массовых мероприятий на стадионе «Газпром Арена».

Источники
1. Дизайн «Новокрестовской» изменят в честь «Зенита». Вестибюль перекрасят в сине-бело-голубые цвета. Собака.ru (18 августа 2020). Дата обращения: 19 июня 2025.
2. ↑  Дизайн «Новокрестовской» изменят в честь «Зенита». Вестибюль перекрасят в сине-бело-голубые цвета. Собака.ru (18 августа 2020). Дата обращения: 19 июня 2025.
3. ↑  В Петербурге открылись две новые станции метро. Дата обращения: 27 мая 2018. Архивировано 28 мая 2018 года.
4. ↑  Станция метрополитена "Новокрестовская" - Станция метрополитена "Зенит", Архитектор Потехин А. А., Бойцов Д. А., Ленметрогипротранс, Южная дорога, 32. www.citywalls.ru. Дата обращения: 21 июня 2025.
5. ↑  Станцию метро «Новокрестовская» не будут переименовывать в «Зенит». Дата обращения: 3 мая 2018. Архивировано 4 мая 2018 года.
6. ↑  10.11.2015 / Филиал Ленэнерго «Энергетические источники». Дата обращения: 3 мая 2018. Архивировано 31 августа 2018 года.
7. ↑  Деревня Новокрестовская на исторической карте Петербурга. Дата обращения: 11 ноября 2014. Архивировано 11 ноября 2014 года.
8. ↑  Деревня Новокрестовская на топографической карте 1860 года. Дата обращения: 11 ноября 2014. Архивировано 12 ноября 2014 года.
9. 1 2 3 4  Станцию метро «Новокрестовская» официально переименовали в «Зенит». Дата обращения: 18 августа 2020. Архивировано 19 августа 2020 года.
10. ↑  Протокол заседания Санкт-Петербургской межведомственной комиссии по наименованиям (Топонимической комиссии) № 2 от 10.07.2020 г. Архивная копия от 31 марта 2022 на Wayback MachineПредлагается повторно рассмотреть вопрос переименования станции метро «Новокрестовская» в «Зенит» в связи с обращением генерального директора ФК «Зенит» Медведева А. И. Отдельно обращаю ваше внимание на очередную триумфальную досрочную победу команды в Чемпионате России по футболу, а также юбилейный год команды — 95-летие со дня основания «Зенита».
11. ↑  В Санкт-Петербурге открыли станцию метро «Зенит» | Новости | Известия | 10.06.2021. Дата обращения: 10 июня 2021. Архивировано 10 июня 2021 года.
12. ↑  С 1 октября 2021 изменяется режим работы станции «Зенит» Архивная копия от 30 сентября 2021 на Wayback Machine. Официальный сайт ГУП «Петербургский метрополитен»
13. ↑  Станция метро «Новокрестовская» закрыта полностью. Дата обращения: 7 апреля 2020. Архивировано 7 апреля 2020 года.
14. ↑  В Петербурге к Евро-2020 открыли станцию метро «Зенит». Дата обращения: 10 июня 2021. Архивировано 10 июня 2021 года.
15. ↑  Смольный запустил опрос о переименовании станции метро «Новокрестовская» в «Зенит». Сам клуб предлагал другой вариант. Дата обращения: 11 июля 2020. Архивировано 11 июля 2020 года.
16. ↑  Станцию метро «Новокрестовская» переименуют в «Зенит». Расходы оплатит клуб. Дата обращения: 10 июля 2020. Архивировано 10 июля 2020 года.
17. ↑  Петербург меняет планы развития метро. Фонтанка.ру (4 марта 2013). Дата обращения: 3 июля 2013. Архивировано 2 июля 2013 года.
18. ↑  Постановление Правительства Российской Федерации № 518 «О Программе подготовки к проведению в 2018 году в Российской Федерации чемпионата мира по футболу». Правительство Российской Федерации (20 июня 2013). Дата обращения: 3 июля 2013. Архивировано 5 июля 2013 года.
19. ↑  Объявлен конкурс на первый этап строительства «Новокрестовской» и «Беговой» станций метро. Дата обращения: 11 ноября 2014. Архивировано 11 ноября 2014 года.
20. ↑  «Метрострой» признан победителем конкурса на строительство станций «Новокрестовская» и «Беговая». Дата обращения: 6 декабря 2014. Архивировано 8 декабря 2014 года.
21. ↑  Под собою не чуем… // Метростроитель : журнал. — Санкт-Петербруг, 2015. — № 6. Архивировано 1 декабря 2017 года.
22. ↑  «Новокрестовскую» введут в эксплуатацию весной 2018 года. Дата обращения: 28 февраля 2017. Архивировано 2 марта 2017 года.
23. ↑  Строительство метро в Петербурге: «Надежда» нырнет под воду. Дата обращения: 28 февраля 2017. Архивировано 2 марта 2017 года.
24. ↑  На Невско-Василеостровской линии завершена проходка тоннеля. Дата обращения: 25 августа 2017. Архивировано 25 августа 2017 года.
25. ↑  Новости. krti.gov.spb.ru. Дата обращения: 5 апреля 2018. Архивировано 5 апреля 2018 года.
26. ↑  «Новокрестовскую» и «Беговую» станции метро не успели достроить к матчу «Зенит» — ЦСКА. Росбалт. 29 апреля 2018. Архивировано 29 апреля 2018. Дата обращения: 29 апреля 2018.
27. ↑  На «Новокрестовскую» пустили первых пассажиров. Дата обращения: 13 мая 2018. Архивировано 13 мая 2018 года.
28. ↑  Смольный забрал «подарок» обратно: «Новокрестовскую» закрыли, а откроют вместе с «Беговой». Дата обращения: 14 мая 2018. Архивировано 14 мая 2018 года.
29. ↑  В Петербурге протестировали станцию метро «Новокрестовская». ТАСС. Архивировано 15 мая 2018. Дата обращения: 15 мая 2018.
30. ↑  Медведеву в Петербурге показали «Новокрестовскую». ИА REGNUM. Архивировано 17 мая 2018. Дата обращения: 17 мая 2018.
31. ↑  КРТИ: «Новокрестовская» сможет пропускать до 35 тысяч пассажиров в час. Дата обращения: 23 июля 2017. Архивировано 1 сентября 2017 года.
32. ↑  Албин озвучил количество пассажиров «Новокрестовской» в первый день работы. Петербургский дневник (14 мая 2018). Дата обращения: 15 мая 2018. Архивировано 9 августа 2020 года.
33. ↑  У петербургского метро — поствыборный синдром. Дата обращения: 14 мая 2018. Архивировано 20 апреля 2018 года.
34. ↑  8 самых интересных станций метро Петербурга. РБК Недвижимость. Дата обращения: 9 февраля 2023. Архивировано 26 декабря 2022 года.
35. ↑  В Петербурге накануне дня города открыли станции метро "Новокрестовская" и "Беговая" - ТАСС. TACC. Дата обращения: 11 февраля 2023. Архивировано 28 июля 2019 года.
36. ↑  Станции метро закрытого типа. ЛикБез / Habr. habr.com. Дата обращения: 10 февраля 2023. Архивировано 26 декабря 2022 года.
37. ↑  Станция метрополитена "Новокрестовская" - Станция метрополитена "Зенит", Архитектор Потехин А. А., Бойцов Д. А., Ленметрогипротранс, Южная дорога, 32. www.citywalls.ru. Дата обращения: 21 июня 2025.
38. ↑  Зеленая линия на полпути. Как строят первое новое метро в Петербурге. ФОНТАНКА.ру (28 мая 2025). Дата обращения: 28 мая 2025.
39. ↑  Современные решения в проектировании метрополитена в Санкт-Петербурге - новости строительства и развития подземных сооружений. undergroundexpert.info. Дата обращения: 11 февраля 2023. Архивировано 10 февраля 2023 года.
40. ↑  Правила технической эксплуатации метрополитенов Российской Федерации. zinref.ru. Дата обращения: 9 февраля 2023. Архивировано 9 февраля 2023 года.
41. ↑  «Эпохи метро» | 1955–1980 гг. historystationspb.ru. Дата обращения: 16 февраля 2023. Архивировано 16 февраля 2023 года.